# 아르디안 이스마일리
아르디안 이스마일리(알바니아어: Ardian Ismajli, 1996년 9월 30일 ~ )는 이탈리아 세리에 A 클럽 토리노에서 센터백으로 뛰는 알바니아의 프로 축구 선수이다. 코소보에서 태어났으며, 알바니아 국가대표팀에서 뛰고 있다.

## 구단 경력

### 하이두크 스플리트
2016년 2월, 이스마일리는 크로아티아 프르바 HNL 클럽 하이두크 스플리트와 입단 테스트를 거친 후 3년 반짜리 장학 계약을 체결했다. 그는 처음에는 3부 리그인 3. HNL 소속 하이두크 스플리트 II에서 뛰었다. 2016년 5월 14일, 그는 프르바 HNL 경기에서 자그레브를 상대로 하이두크 1군 데뷔 전을 치렀고, 센터백으로 풀타임을 소화하며 팀의 3–2 승리에 기여했다. 이스마일리는 경기 48분에 옐로카드를 받았다.

### 스페치아
2020년 9월, 이스마일리는 이탈리아 클럽 스페치아와 3년 계약을 체결했다. 그는 클럽의 역사상 첫 세리에 A 시즌을 앞두고 팀에 합류했다. 2021년 4월 18일, 그는 볼로냐와의 원정 경기에서 1–4로 패한 가운데 자신의 첫 골을 기록했다.

### 엠폴리
2021년 8월 9일, 이스마일리는 같은 이탈리아 클럽 엠폴리에 합류했다. 2024-25년 시즌 종료 후 클럽이 세리에 B로 강등되자, 그는 세리에 A에서 100경기를 뛴 뒤 팀을 떠날 것이라고 발표했다.

### 토리노
2025년 7월 8일, 이스마일리는 토리노와 두 시즌 계약을 체결했다.

## 국가대표팀 경력

### 코소보
2017년 6월 5일, 이스마일리는 노르웨이 U-21과의 2019년 UEFA U-21 유럽 선수권 대회 예선 경기를 위해 코소보 U-21 국가대표팀의 부름을 받았고, 선발 명단에 이름을 올리며 데뷔했다.
2016년 10월 2일, 이스마일리는 크로아티아와 우크라이나를 상대로 한 2018년 FIFA 월드컵 예선 경기를 위해 코소보 국가대표팀의 부름을 받았지만, 국가대표팀에 합류하기 하루 전 디나모 자그레브와 하이두크 스플리트 간의 더비 경기에서 부상을 입었다. 2018년 5월 29일, 이스마일리는 알바니아와의 친선 경기에서 선발 명단에 이름을 올리며 코소보 국가대표팀 데뷔 전을 치렀다.

### 알바니아
이스마일리는 2018년 10월 26일, 알바니아 시민권을 받았다. 2018년 11월 7일, 이스마일리는 스코틀랜드와의 2018–19 UEFA 네이션스리그 경기와 웨일스와의 친선 경기를 위해 알바니아 국가대표팀의 부름을 받았다.